# Liste von Leuchttürmen in Frankreich
Diese Liste führt Leuchttürme in Frankreich auf.
Große Leuchttürme heißen auf französisch phare. Die kleinen Leuchtfeuer werden als feu, Unter- und Oberfeuer als feu antérieur und feu postérieur bezeichnet. Bei den Stationen, die durch Neubauten ersetzt wurden, ist ein zweites Baujahr angegeben.

## Liste
| Name                            | Region                     | Gewässer               | Position                     | Baujahr(e) | Turmhöhe | Feuerhöhe | Kennung                            | Bild |
| ------------------------------- | -------------------------- | ---------------------- | ---------------------------- | ---------- | -------- | --------- | ---------------------------------- | ---- |
| Phare de l’Aiguillon            | Pays de la Loire           | Loiremündung           | 47° 14′ 32″ N, 2° 15′ 48″ W  | 1756       | 22 m     | 27 m      | Oc.(3)WR.10s                       |      |
| Phare Amédée                    | Neukaledonien              | Korallenmeer           | 22° 28′ 39″ S, 166° 28′ 5″ O | 1865       | 56 m     | 55 m      | Fl.(2)W.15s                        |      |
| Phare de l’Armandèche           | Pays de la Loire           | Biskaya                | 46° 29′ 24″ N, 1° 48′ 17″ W  | 1968       | 39 m     | 42 m      | Fl.(2+1)W.15s                      |      |
| Phare d’Ar-Men                  | Bretagne                   | Iroise                 | 48° 3′ 1″ N, 4° 59′ 50″ W    | 1881       | 34 m     | 29 m      | Fl.(3)W.20s                        |      |
| Phare des Baleineaux            | Nouvelle-Aquitaine         | Biskaya                | 46° 15′ 49″ N, 1° 35′ 12″ W  | 1854       | 31 m     | 31 m      | Oc.(2)W.6s                         |      |
| Phare des Baleines              | Nouvelle-Aquitaine         | Biskaya                | 46° 14′ 39″ N, 1° 33′ 40″ W  | 1682/1854  | 57 m     | 53 m      | Fl.(4)W.15s                        |      |
| Phare de la Balue               | Bretagne                   | Ärmelkanal             | 48° 37′ 36″ N, 2° 0′ 14″ W   | 1868/1948  | 37 m     | 74 m      | F.G.                               |      |
| Phare des Bas-Sablons           | Bretagne                   | Ärmelkanal             | 48° 38′ 10″ N, 2° 1′ 18″ W   | 1865       | 19 m     | 20 m      | F.G.                               |      |
| Phare de Bel-Air                | Réunion                    | Indischer Ozean        | 20° 54′ 5″ S, 55° 36′ 7″ O   | 1845       | 20 m     | 40 m      | Fl.(3)W.15s                        |      |
| Phare de Biarritz               | Nouvelle-Aquitaine         | Biskaya                | 43° 29′ 38″ N, 1° 33′ 14″ W  | 1830/1832  | 47,5 m   | 73 m      | Fl.(2)W.10s                        |      |
| Phare de Calais                 | Hauts-de-France            | Pas de Calais          | 50° 57′ 40″ N, 1° 51′ 13″ O  | 1848       | 55 m     | 51 m      | Fl.(2)W.6s                         |      |
| Phare du Cap Camarat            | Provence-Alpes-Côte d’Azur | Mittelmeer             | 43° 12′ 3″ N, 6° 40′ 28″ O   | 1837       | 25 m     | 130 m     | Fl.(4)W.15s                        |      |
| Phare du Cap Ferret             | Nouvelle-Aquitaine         | Bassin d’Arcachon      | 44° 38′ 45″ N, 1° 14′ 56″ W  | 1740/1947  | 52 m     | 53 m      | Fl.R.5s 53m22M; Oc.(3)W.12s 46m14M |      |
| Phare du Cap Fréhel             | Bretagne                   | Ärmelkanal             | 48° 41′ 3″ N, 2° 19′ 8″ W    | 1650/1950  | 33 m     | 85 m      | Fl.(2)W.10s                        |      |
| Phare du Cap Lévi               | Normandie                  | Ärmelkanal             | 49° 41′ 45″ N, 1° 28′ 24″ W  | 1858/1948  | 28 m     | 37 m      | Fl.R.5s                            |      |
| Phare de Cassidaigne            | Provence-Alpes-Côte d’Azur | Golfe du Lion          | 43° 8′ 44″ N, 5° 32′ 46″ O   | 1834       | 23 m     | 23 m      | Fl.(2)W.6s                         |      |
| Phare de la Coubre              | Nouvelle-Aquitaine         | Biskaya                | 45° 41′ 47″ N, 1° 13′ 59″ W  | 1895/1905  | 56 m     | 64 m      | Fl.(2)W.10s Q.R.                   |      |
| Phare de Chassiron              | Nouvelle-Aquitaine         | Biskaya                | 46° 2′ 48″ N, 1° 24′ 37″ W   | 1685/1836  | 43 m     | 50 m      | Fl.W.10s                           |      |
| Phare de Contis                 | Nouvelle-Aquitaine         | Biskaya                | 44° 5′ 37″ N, 1° 19′ 1″ W    | 1863/1948  | 42 m     | 50 m      | Fl.(4)W. 25s                       |      |
| Phare de Cordouan               | Nouvelle-Aquitaine         | Gironde                | 45° 35′ 11″ N, 1° 10′ 24″ W  | 1611       | 68 m     | 70 m      | Oc.(1+2)WRG.12s                    |      |
| Phare du Créac’h                | Bretagne                   | Keltische See          | 48° 27′ 33″ N, 5° 7′ 44″ W   | 1863       | 55 m     | 70 m      | Fl.(2)W.10s                        |      |
| Tour de la Découverte           | Bretagne                   | Biskaya                | 47° 44′ 43″ N, 3° 21′ 14″ W  | 1744       | 38 m     |           | gelöscht                           |      |
| Phare de Dunkerque              | Hauts-de-France            | Pas de Calais          | 51° 2′ 56″ N, 2° 21′ 52″ O   | 1843       | 63 m     | 59 m      | Fl.(2)W.10s                        |      |
| Phare d’Eckmühl                 | Bretagne                   | Biskaya                | 47° 47′ 54″ N, 4° 22′ 22″ W  | 1831/1897  | 60 m     | 65 m      | Fl.W.5s                            |      |
| Phare de l’Espiguette           | Provence-Alpes-Côte d’Azur | Golfe du Lion          | 43° 29′ 16″ N, 4° 8′ 30″ O   | 1869       | 27 m     | 27 m      | Fl.(3)W.15s                        |      |
| Phare du Four                   | Bretagne                   | Keltische See          | 48° 31′ 23″ N, 4° 48′ 19″ W  | 1874       | 28 m     | 28 m      | Fl.(5)W.15s                        |      |
| Phare du Four                   | Pays de la Loire           | Biskaya                | 47° 17′ 52″ N, 2° 38′ 3″ W   | 1822       | 23 m     | 23 m      | Fl.W.5s                            |      |
| Phare de Gatteville             | Normandie                  | Ärmelkanal             | 49° 41′ 47″ N, 1° 15′ 57″ W  | 1780/1835  | 75 m     | 72 m      | Fl.(2)W.10s                        |      |
| Phare de Goulphar               | Bretagne                   | Biskaya                | 47° 18′ 39″ N, 3° 13′ 37″ W  | 1836       | 52 m     | 87 m      | Fl.(2)W.10s                        |      |
| Phare des Grands Cardinaux      | Bretagne                   | Biskaya                | 47° 19′ 16″ N, 2° 50′ 6″ W   | 1875       | 27 m     | 28 m      | Fl.(4)W.15s                        |      |
| Phare du Grand-Charpentier      | Pays de la Loire           | Biskaya                | 47° 12′ 50″ N, 2° 19′ 8″ W   | 1888       | 25 m     | 27 m      | Q.WRG.                             |      |
| Phare du Grand Jardin           | Bretagne                   | Ärmelkanal             | 48° 40′ 12″ N, 2° 4′ 58″ W   | 1868/1949  | 38 m     | 24 m      | Fl.(2)R.10s                        |      |
| Phare du Grand Léjon            | Bretagne                   | Ärmelkanal             | 48° 44′ 55″ N, 2° 39′ 53″ W  | 1862/1881  | 30 m     | 35 m      | Fl.(5)WR.20s                       |      |
| Phare de Gravelines             | Hauts-de-France            | Pas de Calais          | 51° 0′ 13″ N, 2° 6′ 32″ O    | 1843       | 25 m     |           | keine, seit 1985 inaktiv           |      |
| Phare de la Hague               | Normandie                  | Ärmelkanal             | 49° 43′ 19″ N, 1° 57′ 16″ W  | 1837       | 51 m     | 48 m      | Fl.W.5s                            |      |
| Phare des Héaux de Bréhat       | Bretagne                   | Ärmelkanal             | 48° 54′ 30″ N, 3° 5′ 11″ W   | 1840       | 57 m     | 57 m      | Fl.(4)WRG.15s                      |      |
| Phare de l’Île de Batz          | Bretagne                   | Ärmelkanal             | 48° 44′ 43″ N, 4° 1′ 37″ W   | 1705/1836  | 43 m     | 69 m      | Fl.(4)W.25s                        |      |
| Phare de l’Île Lavezzi          | Korsika                    | Straße von Bonifacio   | 41° 20′ 4″ N, 9° 15′ 32″ O   | 1874       | 12 m     | 27 m      | Oc.(2)WR.6s                        |      |
| Phare de l’Île aux Moutons      | Bretagne                   | Biskaya                | 47° 46′ 29″ N, 4° 1′ 40″ W   | 1879       | 17 m     | 20 m      | Oc.WRG.6s                          |      |
| Grand phare de l’Île de Sein    | Bretagne                   | Iroise                 | 48° 2′ 37″ N, 4° 52′ 0″ W    | 1839/1951  | 49 m     | 53 m      | Fl.(4)W.25s                        |      |
| Phare de l’Île Vierge           | Bretagne                   | Keltische See          | 48° 38′ 20″ N, 4° 34′ 3″ W   | 1845/1902  | 82 m     | 84 m      | Fl.W.5s                            |      |
| Grand phare de l’Île d’Yeu      | Pays de la Loire           | Biskaya                | 46° 43′ 3″ N, 2° 22′ 56″ W   | 1830/1950  | 38 m     | 56 m      | Fl.W.5s                            |      |
| Phare de la Jument              | Bretagne                   | Iroise                 | 48° 25′ 20″ N, 5° 8′ 2″ W    | 1911       | 41 m     | 47 m      | Fl.(3)R.15s                        |      |
| Phare de Kerbel                 | Bretagne                   | Biskaya                | 47° 42′ 31″ N, 3° 20′ 15″ W  | 1854/1913  | 25 m     |           | gelöscht (1989)                    |      |
| Phare de Kerdonis               | Bretagne                   | Biskaya                | 47° 18′ 36″ N, 3° 3′ 34″ W   | 1879       | 14 m     | 35 m      | Fl.(3)R.15s                        |      |
| Phare de Kéréon                 | Bretagne                   | Iroise                 | 48° 26′ 14″ N, 5° 1′ 33″ W   | 1916       | 41 m     | 47 m      | Oc.(2+1)WR.24s                     |      |
| Phare de Kermorvan              | Bretagne                   | Iroise                 | 48° 21′ 43″ N, 4° 47′ 24″ W  | 1849       | 20 m     | 20 m      | Fl.W.5s                            |      |
| Tourelle des Lavezzi            | Korsika                    | Straße von Bonifacio   | 41° 19′ 2″ N, 9° 15′ 13″ O   | 1904       | 18 m     | 18 m      | Fl.(2)W.6s                         |      |
| Phare de la Madonetta           | Korsika                    | Straße von Bonifacio   | 41° 23′ 13″ N, 9° 8′ 40″ O   | 1854       | 12 m     | 28 m      | Iso.R.4s                           |      |
| Phare de Men Brial              | Bretagne                   | Iroise                 | 48° 2′ 17″ N, 4° 50′ 57″ W   | 1909       | 14 m     | 16 m      | Oc.(2)WRG.6s                       |      |
| Phare du Millier                | Bretagne                   | Iroise                 | 48° 5′ 55″ N, 4° 27′ 56″ W   | 1881       | 8 m      | 34 m      | Oc.(2)WRG.6s                       |      |
| Phare de Nividic                | Bretagne                   | Keltische See          | 48° 26′ 44″ N, 5° 9′ 3″ W    | 1936       | 36 m     | 30 m      | VQ.(9)W.10s                        |      |
| Phare de Ouistreham             | Normandie                  | Canal de Caen à la Mer | 49° 16′ 48″ N, 0° 14′ 52″ W  | 1905       | 38 m     | 37 m      | Oc.WR.4s                           |      |
| Feux du Palais                  | Bretagne                   | Biskaya                | 47° 20′ 50″ N, 3° 9′ 3″ W    | 1891       | 8 m      | 10 m      | Fl.(2+1)G.12s Oc(2)R.6s            |      |
| Phare de la Parquette           | Bretagne                   | Keltische See          | 48° 15′ 54″ N, 4° 44′ 17″ W  | 1918       | 17 m     | 17 m      | Fl.RG.4s                           |      |
| Phare de Pen-Men                | Bretagne                   | Biskaya                | 47° 38′ 51″ N, 3° 30′ 33″ W  | 1839       | 28 m     | 64 m      | Fl.(4)W.25s                        |      |
| Phare de Penfret                | Bretagne                   | Biskaya                | 47° 43′ 16″ N, 3° 57′ 11″ W  | 1837       | 24 m     | 36 m      | Fl.R.5s                            |      |
| Phare de Penlan                 | Bretagne                   | Biskaya                | 47° 30′ 59″ N, 2° 30′ 7″ W   | 1839/1882  | 20 m     | 28 m      | Oc.(2)WRG.6s                       |      |
| Phare de Pertusato              | Korsika                    | Straße von Bonifacio   | 41° 22′ 3″ N, 9° 11′ 4″ O    | 1844       | 17 m     | 100 m     | Fl.(2)W.10s                        |      |
| Phare du Petit Minou            | Bretagne                   | Meerenge von Brest     | 48° 20′ 12″ N, 4° 36′ 51″ W  | 1848       | 26 m     | 34 m      | Fl.(2)WR.6s                        |      |
| Phare des Pierres Noires        | Bretagne                   | Iroise                 | 48° 18′ 40″ N, 4° 54′ 52″ W  | 1871       | 27 m     | 27 m      | Fl.R.5s                            |      |
| Phare du Pilier                 | Pays de la Loire           | Biskaya                | 47° 2′ 33″ N, 2° 21′ 37″ W   | 1829/1876  | 30 m     | 34 m      | Fl.(3)WR.20s                       |      |
| Phare de Ploumanac’h            | Bretagne                   | Ärmelkanal             | 48° 50′ 15″ N, 3° 29′ 0″ W   | 1860/1948  | 15 m     | 26 m      | Oc.WR.4s                           |      |
| Phare de la Pointe des Chats    | Bretagne                   | Biskaya                | 47° 37′ 15″ N, 3° 25′ 17″ W  | 1897       | 15 m     | 18 m      | Fl.R.5s                            |      |
| Phare de la Pointe de Grave     | Nouvelle-Aquitaine         | Gironde                | 45° 34′ 7″ N, 1° 3′ 57″ W    | 1860       | 26 m     | 29 m      | Oc.WRG.4s                          |      |
| Phare de la Pointe Saint-Gildas | Pays de la Loire           | Biskaya                | 47° 8′ 1″ N, 2° 14′ 45″ W    | 1861/1954  | 13 m     | 20 m      | Q.WRG.                             |      |
| Phare de Port-Maria             | Bretagne                   | Biskaya                | 47° 28′ 47″ N, 3° 7′ 27″ W   | 1894       | 25 m     | 28 m      | Q.WRG.                             |      |
| Phare de Port-Navalo            | Bretagne                   | Biskaya                | 47° 32′ 53″ N, 2° 55′ 6″ W   | 1840/1895  | 19 m     | 32 m      | Oc.(3)WRG.12s                      |      |
| Phare du Portzic                | Bretagne                   | Meerenge von Brest     | 48° 21′ 30″ N, 4° 32′ 2″ W   | 1848       | 35 m     | 56 m      | Oc.(2)WR.12s                       |      |
| Phare des Poulains              | Bretagne                   | Biskaya                | 47° 23′ 19″ N, 3° 15′ 6″ W   | 1868       | 18 m     | 34 m      | Fl.W.5s                            |      |
| Phare de Poulfanc               | Bretagne                   | Biskaya                | 47° 42′ 40″ N, 3° 19′ 56″ W  | 1854       | 15 m     |           | gelöscht (1913)                    |      |
| Phare de Rochebonne             | Bretagne                   | Ärmelkanal             | 48° 40′ 16″ N, 1° 58′ 42″ W  | 1868/1951  | 20 m     | 40 m      | F.R.                               |      |
| Phare des Roches-Douvres        | Bretagne                   | Ärmelkanal             | 49° 6′ 18″ N, 2° 48′ 51″ W   | 1868/1954  | 58 m     | 65 m      | Fl.W.5s                            |      |
| Phare de Roscoff                | Bretagne                   | Ärmelkanal             | 48° 43′ 21″ N, 3° 58′ 50″ W  | 1934       | 24 m     | 26 m      | Oc.W.12s                           |      |
| Phare de Saint-Mathieu          | Bretagne                   | Iroise                 | 48° 19′ 48″ N, 4° 46′ 15″ W  | 1692/1835  | 37 m     | 56 m      | Fl.W.15s                           |      |
| Phare de Saint-Valery-en-Caux   | Normandie                  | Ärmelkanal             | 49° 52′ 25″ N, 0° 42′ 31″ O  | 1805/1882  | 12 m     | 13 m      | Fl.(2)G.6s                         |      |
| Phare de Sauzon                 | Bretagne                   | Biskaya                | 47° 22′ 30″ N, 3° 13′ 2″ W   | 1859       | 9 m      | 10 m      | Fl.G.4s                            |      |
| Phare des Sept-Îles             | Bretagne                   | Ärmelkanal             | 48° 52′ 43″ N, 3° 29′ 24″ W  | 1835/1952  | 20 m     | 59 m      | Fl.(3)W.15s                        |      |
| Phare de Socoa                  | Nouvelle-Aquitaine         | Biskaya                | 43° 23′ 42″ N, 1° 41′ 11″ W  | 1844/1845  | 12 m     | 36 m      | Q.W.R.                             |      |
| Phare du Stiff                  | Bretagne                   | Keltische See          | 48° 28′ 28″ N, 5° 3′ 24″ W   | 1699       | 32 m     | 92 m      | Fl.(2)R.20s                        |      |
| Phare de la Teignouse           | Bretagne                   | Biskaya                | 47° 27′ 27″ N, 3° 2′ 45″ W   | 1845       | 16 m     | 20 m      | Fl.WR.4s                           |      |
| Phare de Tévennec               | Bretagne                   | Iroise                 | 48° 4′ 17″ N, 4° 47′ 43″ W   | 1875       | 11 m     | 24 m      | Q.WR.                              |      |
| Phare de Trézien                | Bretagne                   | Keltische See          | 48° 25′ 25″ N, 4° 46′ 44″ W  | 1894       | 37 m     | 86 m      | Oc.(2)W.6s                         |      |
| Phare des Triagoz               | Bretagne                   | Ärmelkanal             | 48° 52′ 17″ N, 3° 38′ 48″ W  | 1864       | 15 m     | 29 m      | Oc.WR.6s                           |      |
| Phare de Vallauris              | Provence-Alpes-Côte d’Azur | Côte d’Azur            | 43° 34′ 5″ N, 7° 3′ 42″ O    | 1900/1927  | 19 m     | 167 m     | Oc.(2)WRG.6s                       |      |
| Phare de Ver-sur-Mer            | Normandie                  | Ärmelkanal             | 49° 20′ 25″ N, 0° 31′ 8″ W   | 1808/1908  | 16 m     | 42 m      | Fl.(3)W.15s                        |      |
| Phare de la Vieille             | Bretagne                   | Keltische See          | 48° 2′ 26″ N, 4° 45′ 23″ W   | 1887       | 27 m     | 34 m      | Oc.(2+1)WRG.12s                    |      |